# Вал Верд Парк (Тексас)
Вал Верд Парк (енгл. Val Verde Park) насељено је место без административног статуса у америчкој савезној држави Тексас.

## Демографија
По попису из 2010. године број становника је 2.384, што је 439 (22,6%) становника више него 2000. године.
| Група             | 2000.         | 2010.         |
| Белци             | 234 (12,0%)   | 176 (7,4%)    |
| Афроамериканци    | 14 (0,7%)     | 12 (0,5%)     |
| Азијати           | 0 (0,0%)      | 3 (0,1%)      |
| Хиспаноамериканци | 1.688 (86,8%) | 2.188 (91,8%) |
| Укупно            | 1.945         | 2.384         |